# Langues en Guinée équatoriale
La langue officielle de la Guinée équatoriale est l'espagnol. Le français est depuis 1998 la seconde langue officielle et le portugais la troisième depuis 2011. Les langues parlées dans le pays sont essentiellement des langues bantoues. On trouve aussi des langues créoles.

## Langues officielles
La loi constitutionnelle no 1/1998 du 21 janvier 1998, modifiant l'article 4 de la Loi fondamentale, établit que « les langues officielles de la République de Guinée équatoriale sont l'espagnol et le français » et que « les langues autochtones sont reconnues comme faisant partie intégrante de la culture nationale ».
En juillet 2007, le président Teodoro Obiang Nguema Mbasogo a annoncé la décision du gouvernement d'adopter le portugais comme troisième langue du pays, ceci pour devenir membre à part entière de la Communauté des pays de langue portugaise (CPLP) où elle est membre observateur depuis 2006. La Guinée équatoriale dépose sa demande formelle d'adhésion en juillet 2010. En juillet 2012, la CPLP a nouvellement refusé la demande, moins à cause des progrès insuffisants dans l'introduction du portugais qu'en raison des violations constantes des droits de l'Homme en Guinée équatoriale.
En réalité, 88 % de la population parle espagnol, mais les autres langues officielles permettent de bénéficier des aides économiques qu'offrent la Francophonie et la CPLP.

## Cas du français
Après son indépendance, l'espagnol était devenu la seule langue officielle de la Guinée équatoriale, bien que la majorité de la population parle le fang.
La Guinée équatoriale est enclavée entre deux pays francophones, le Cameroun et le Gabon, faisant eux-mêmes partie d'un grand espace dont le français est la langue officielle. De plus, la Guinée équatoriale c'est l'un des deux pays hispanophones d'Afrique, avec le Sahara et le seul comme langue maternelle espagnole d'Afrique.
Le français a donc été adopté en 1997 comme seconde langue officielle du pays et la présidence utilise aussi bien le français que l'espagnol. Par conséquent, le français est devenu une langue d'apprentissage obligatoire dans le secondaire – bien que seulement 10 % des jeunes y accèdent.
Aujourd'hui, le développement de la langue française en Guinée équatoriale est notamment défendu à travers le groupe d'amitié parlementaire France-Guinée équatoriale de l'Assemblée nationale présidé par le député Jacques Valax. La Guinée équatoriale fait partie de l'Organisation internationale de la francophonie ainsi que de l'Assemblée parlementaire de la francophonie.
De fait, la langue majoritaire de la Guinée équatoriale reste cependant l'espagnol, maîtrisé par 87,7 % de la population, souvent comme deuxième langue. L'enseignement de l'espagnol est favorisé par la politique de l'Université nationale de la Guinée équatoriale, qui propose des cours d'espagnol comme langue étrangère pour des ressortissants étrangers installés en Guinée équatoriale, tandis que la possible constitution d'une Académie équatoguinéenne de la langue espagnole est en cours de discussion.
À noter que les billets de banque qui étaient autrefois uniquement en espagnol, puis en espagnol et en français depuis l'adoption du franc CFA en 1985, sont depuis 1997 uniquement en français.

## Sur Internet
|  | 43 |

|  | 25 |

|  | 24 |

|  | 2 |

|  | 1 |

|  | 1 |

|  | 4 |

|  | 57 |

|  | 25 |

|  | 13 |

|  | 5 |

## Liste des langues

### Langues bantoues
- le fang est la langue majoritaire du pays.
- bubi
- batanga
- gyele
- kwasio
- ngumbi
- yasa
- benga

### Langues créoles
- le crioulo est un créole à base de portugais parlé par des descendants d'esclaves. Appelé aussi fá d'Ambô, on le trouve sur l’île d'Annobón.
- le krio parlé par des descendants d'esclaves libérés, installés par les Britanniques. Ce créole à base d'anglais porte le même nom que celui parlé au Sierra Leone.
- Le fernandino : créole à base d'espagnol et d'anglais, parlé par plusieurs milliers de personnes, surtout sur l'île de Bioko.
- Le pichinglis (en) : créole à base d'anglais, parlé surtout sur l'île de Bioko.